# Matt Hasselbeck
Matthew Michael Hasselbeck (Boulder, 25 settembre 1975) è un ex giocatore di football americano statunitense che ha militato nel ruolo di quarterback nella National Football League (NFL), raccogliendo i maggiori successi con la maglia dei Seattle Seahawks. Fu scelto nel corso del sesto giro (187º assoluto) del Draft NFL 1998 dai Green Bay Packers. All'università ha giocato a football al Boston College.

## Carriera professionistica

### Green Bay Packers
Al draft NFL 1998, Hasselbeck fu selezionato come 187ª scelta dai Green Bay Packers. Debuttò nella come professionista il 12 settembre 1999 contro gli Oakland Raiders.

### Seattle Seahawks

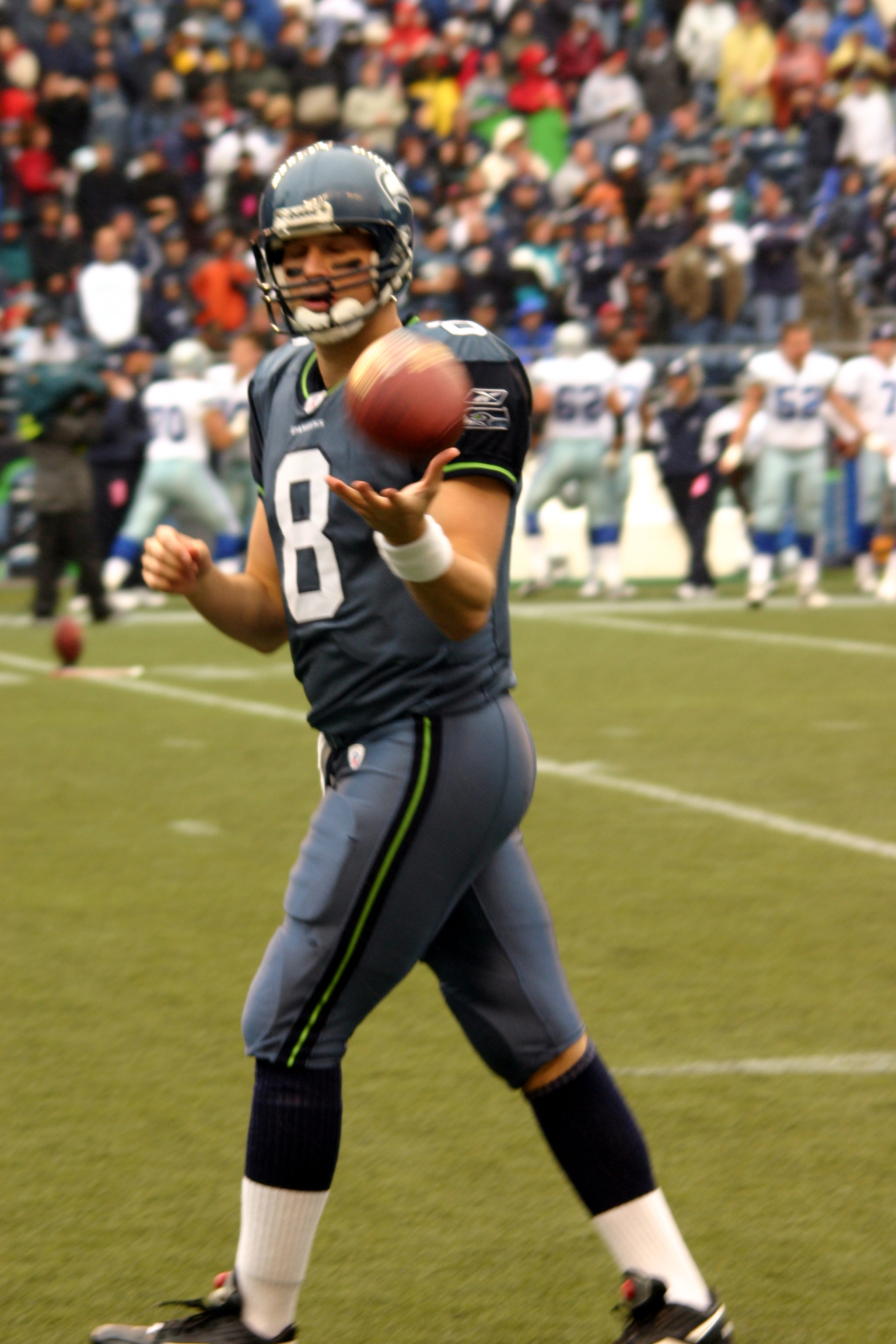
Hasselbeck nel 2005 coi Seahawks.

Il 2 marzo 2001 entrò nello scambio insieme alla 17a scelta del draft NFL 2001 dei Packers con la 10a e 72a scelta draft NFL 2001 dei Seahawks.
Hasselbeck si riunì col suo ex capo-allenatore Mike Holmgren ai Seahawks. Nei primo anni con la squadra contese il posto di quarterback titolare con Trent Dilfer.
Alla fine, dopo un ottimo finale della stagione 2002, Hasselbeck iniziò il 2003 come il titolare indiscutibile. Hasselbeck partì come titolare in tutte e 16 le partite, guidando Seattle a un record di 10–6 e per la prima volta la squadra si qualificò per i playoff. A fine stagione fu convocato per il suo primo Pro Bowl.
Nel 2004, Hasselbeck guidò Seattle alla prima vittoria del titolo della NFC West da quando la squadra fu spostata nella nuova division nel 2002. Nel turno delle wild card contro i Green Bay Packers giunto ai supplementari, durante il lancio della moneta prima dell'inizio dei supplementari Hasselbeck disgraziatamente affermò "Vogliamo il pallone, e segneremo!". Durante il secondo possesso dei supplementari dei Seahawks, Hasselbeck lanciò un intercetto raccolto dal defensive back dei Packers Al Harris che fu ritornato per 52 yard in touchdown. Esso diede a Green Bay la vittoria 33–27 ai supplementari.
Nel 2005, Hasselbeck giocò una delle stagioni più prolifiche della carriera, concludendo col più alto passer rating della NFC e guidando i Seahawks ai playoff per il terzo anno consecutivo, col miglior record della conference, 13-3, il più alto della storia della franchigia. Matt condusse i Seahawks fino al Super Bowl XL, il primo della storia della franchigia, perso contro i Pittsburgh Steelers e fu il quarterback della NFC al Pro Bowl 2006.
Hasselbeck guidò i Seahawks a una partenza di 4–1 nel 2006 prima di infortunarsi seriamente nella settimana 7. Il linebacker dei Minnesota Vikings E. J. Henderson rotolò sulla gamba destra di Hasselbeck causando una lesione del legamento collaterale mediale che fece perdere al giocatore quattro partite. Hasselbeck affermò che Henderson avrebbe potuto evitare di infortunarlo se avesse voluto. Dopo aver fatto ritorno in campo si ruppe delle dita della mano non utilizzata per lanciare ma continuò a giocare portando la squadra a un record di 9-7 e al divisional dei playoff. I Seahawks sconfissero i Dallas Cowboys 21–20 nel turno delle wild card a Seattle ma persero nel turno successivo contro i Chicago Bears ai supplementari, 27–24.
Nel 2007, Hasselbeck guidò la squadra al quarto titolo di division consecutivo e alla quinta apparizione ai playoff consecutiva. Egli passò 3.966 e 28 touchdown (entrambi record in carriera), con un 91,4 di passer rating. Matt lanciò 229 yard nella vittoria 35–14 nel primo turno di playoff contro i Washington Redskins. I Seahawks persero nel turno successivo contro Green Ba per 42–20 in un Lambeau Field innevato malgrado un iniziale vantaggio di 14-0. A fine stagione fu convocato per il suo terzo Pro Bowl.
Nel 2008, Hasselbeck soffrì un infortunio alla schiena che gli procurò problemi ai nervi, creando problemi di debolezza alla gamba che aveva subito un infortunio al ginocchio. Hasselbeck si infortunò l'8 agosto contro Minnesota e perse il resto della pre-stagione. Riuscì a iniziare la stagione come titolare ma si infortunò al ginocchio nella sconfitta dei Seahawks contro i New York Giants del 5 ottobre. Contro gli Arizona Cardinals soffrì invece un duro colpo casco-contro-casco. A causa di questi problemi, Hasselbeck perse la maggior parte della stagione 2008.
Nella prima gara della stagione 2009, le cose non partirono bene per Hasselbeck, che lanciò due intercetti nel primo quarto. Hasselbeck però si riprese alla grande, completando 25 passaggi su 36 tentativi per 279 e tre touchdown, nella vittoria 28-0 sui St. Louis Rams. La settimana successiva, Matt si fratturò una costola contro i San Francisco 49ers, saltando le due gare successive contro i Bears (settimana 3) e i Colts (settimana 4). Nel corso della settimana 5, contro i Jacksonville Jaguars, Hasselbeck lanciò quattro touchdown nella seconda gara della stagione in cui Seahawks non concessero alcun punto agli avversari, battendoli 41–0. Nella settimana Hasselbeck giocò male e Seattle perse contro gli Arizona Cardinals per 27–3. Nell'ultima gara dell'anno, Matt fu premiato con lo "Steve Largent Award" dai Seahawks.

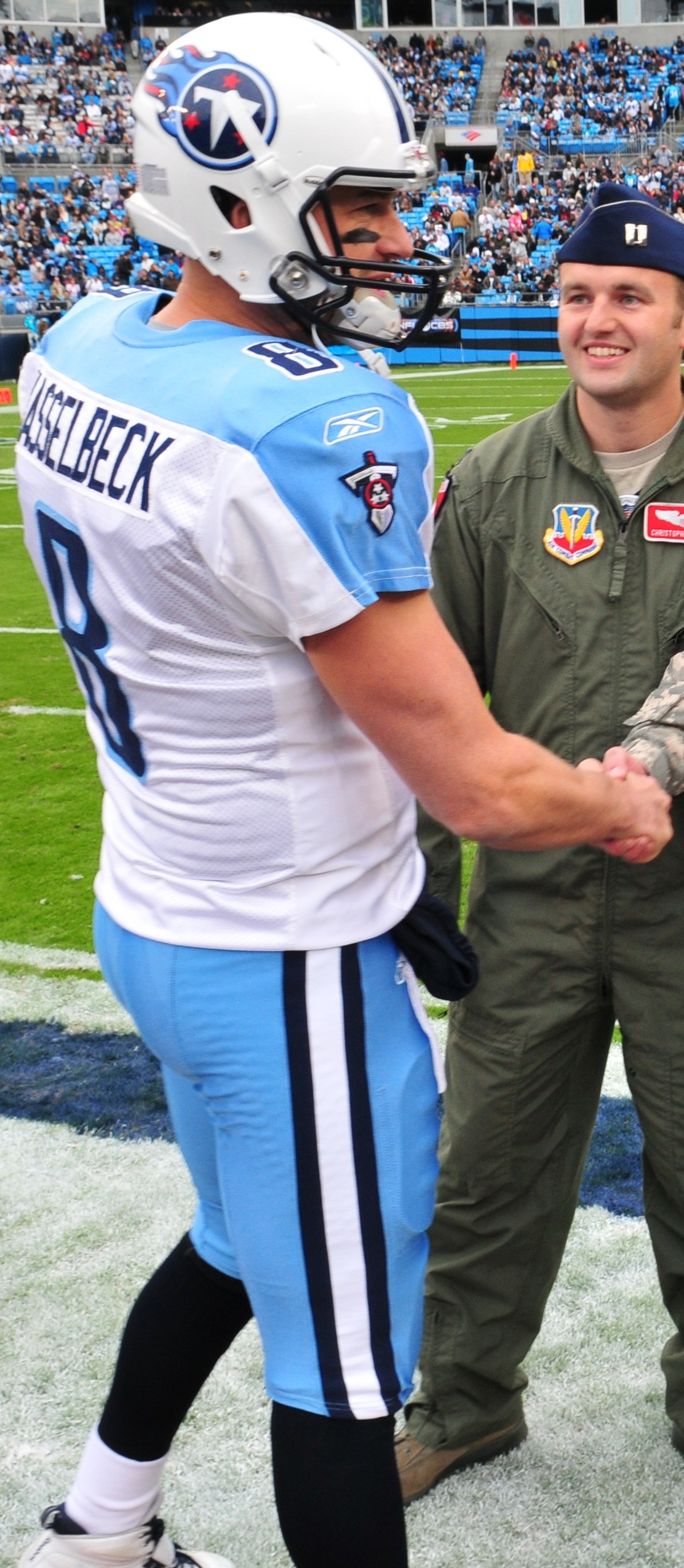
Hasselbeck con la maglia dei Titans

Nel 2010, la stagione partì bene per Hasselbeck, guidando la sua squadra a un record di 4–2 con vittorie contro i Chicago Bears e i San Diego Chargers. Il grado di salute del giocatore si rivelò però essere incostante, con gli infortuni che lo costrinsero fuori dal campo nelle gare cruciali della stagione, con Seattle che perse 7 delle ultime 9 gare della stagione. Tuttavia la squadra riuscì comunque a raggiungere i playoff, vincendo il suo quinto titolo della NFC West.
Malgrado non avesse sempre giocato nella stagione, Hasselbeck fu scelto come titolare nella partita delle wild card contro i campioni in carica, i New Orleans Saints. Malgrado i Seahawks fossero dati sfavoriti per ben undici punti dalle agenzie di scommesse e nonostante fossero stati l'unica squadra della storia a qualificarsi per i playoff con un record negativo (7–9), Hasselbeck disputò una delle migliori gare della propria carriera. Matt passò 272 yard, quattro touchdown (un record di franchigia nei playoff) e un intercetto (da un passaggio deviato), per 113,03 di passer rating, guidando la squadra alla vittoria. La corsa della squadra si interruppe la settimana successiva contro i Chicago Bears, anche se Hasselbeck giocò ancora bene passando oltre 250 yard e altri tre touchdown.

### Tennessee Titans
Il 29 luglio 2011 Hasselbeck firmò un contratto coi Titans di 3 anni per un totale di 21 milioni di dollari. Fu scelto da Mike Reinfeldt, general manager dei Titans ed ex vicepresidente della football administration dei Seahawks, che era parte della squadra in quattro delle cinque vittorie di Hasselbeck dell'NFC West division e dell'apparizione al Super Bowl. Hasselbeck fu scelto dai Titans che cercavano un quarterback veterano per aiutare la squadra nelle vittorie e fare da mentore alla scelta del primo giro Jake Locker. Con loro giocò tutte le 16 partite realizzando 18 touchdown e 14 intercetti. Il 20 agosto 2012, i Titans annunciarono che Locker sarebbe partito come loro titolare nella stagione 2012. Il 9 settembre, nel debutto stagionale, Matt subentrò nel quarto periodo a seguito di un infortunio di Locker completando 6 passaggi su 11 tentativi per 43 yard.
Nella settimana 4, Matt sostituì l'infortunato Locker nel primo quarto della partita persa contro i Texans completando 17 passaggi su 25 per 193 yard, 2 touchdown e 2 intercetti. Matt partì come titolare nella gara successiva persa contro i Minnesota Vikings passando 200 yard con un touchdown e un intercetto. Hasselbeck partì come titolare anche nel Thursday Night successivo in cui Tennessee batté a sorpresa gli Steelers con un field goal all'ultimo secondo. Matt passò 290 yard con un touchdown e un intercetto.
Hasselbeck continuò a partire dal primo minuto nella vittoria al cardiopalma della settimana 7 sui Buffalo Bills passando 205 yard e un touchdown. Nella settimana 8, i Titans dopo essere stati in vantaggio per la maggior parte della partita persero ai supplementari coi Colts ma Matt giocò bene completando 22 passaggi su 29 per 236 yard e un passaggio da touchdown. Nella settimana 10, Locker tornò a partire come titolare.

### Indianapolis Colts

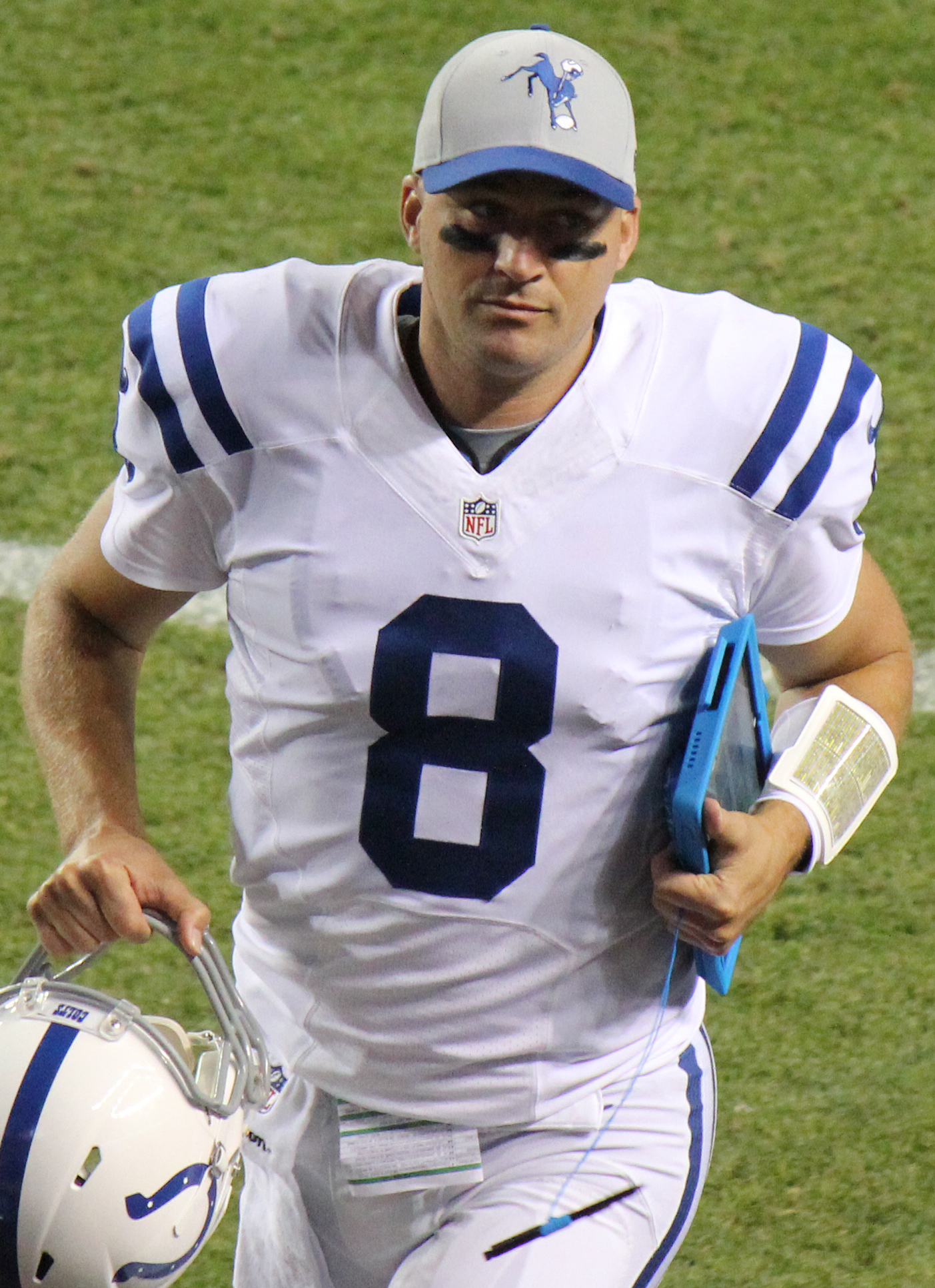
Hasselbeck nel 2014 coi Colts.

Dopo essere stato svincolato da parte dei Titans il 18 marzo 2013, il giorno successivo Hasselbeck firmò un contratto biennale del valore di 8 milioni di dollari con gli Indianapolis Colts per fungere da riserva di Andrew Luck. Nel penultimo turno della stagione 2014, a risultato ampiamente compromesso contro i Cowboys, rilevò Luck per quasi tutto il secondo tempo passando 126 yard e un touchdown che impedì ai Colts di terminare la prima gara senza segnare alcun punto da 21 anni.
Dopo avere rinnovato per un'ulteriore stagione nel febbraio 2015, Hasselbeck fu nominato titolare per gara del quarto turno a causa di un infortunio alla spalla di Luck, portando la squadra alla vittoria ai supplementari sui Jaguars in cui passò 282 yard e un touchdown. Fu il settimo giocatore della storia a passare più di 275 yard e almeno un touchdown all'età di oltre quarant'anni. Partì come titolare anche quattro giorni dopo contro i Texans guidando ancora i Colts alla vittoria con 213 yard passate e 2 touchdown per l'altro veterano Andre Johnson. A partire dal sesto turno, Luck tornò titolare, salvo infortunarsi nuovamente nella settimana 9. Dopo la settimana di pausa quindi, Hasselbeck guidò nuovamente Indianapolis alla vittoria con 213 yard passate, 2 TD e 2 intercetti subiti in casa dei Falcons. La prima sconfitta giunse nel tredicesimo turno in casa degli Steelers, dove fu costretto a lasciare la gara nel quarto periodo per dolori al collo e alle spalle. Due settimane dopo, con un touchdown contro i Texans, raggiunse Terry Bradshaw a quota 212 in carriera, il trentunesimo risultato di tutti i tempi.
Il 9 marzo 2016 Hasselbeck annunciò il proprio ritiro.

## Palmarès

### Franchigia
- National Football Conference Championship: 1

Seattle Seahawks: 2005

### Individuale
- Convocazioni al Pro Bowl: 3

2003, 2005, 2007
- Steve Largent Award: 1

2009
- Formazione ideale del 35º anniversario dei Seahawks
- 50 migliori giocatori del 50º anniversario dei Seahawks
- Seattle Seahawks Ring of Honor

## Statistiche e record

### Record di squadra dei Seattle Seahawks
Hasselbeck detiene diversi record di franchigia nei Seahawks:
Stagione regolare
- Gare come quarterback titolare - 131
- Maggior numero di passaggi in una stagione - 562 (2007)[21]
- Maggior numero di passaggi tentati in una gara - 55 (a San Francisco, 12/1/02)
- Maggior numero di passaggi tentati in carriera - 3.806[22]
- Maggior numero di passaggi completati in stagione - 352 (2007)[21]
- Maggior numero di passaggi completati in una gara - 39 (vs Detroit, 11/08/09)
- Maggior numero di passaggi completati in carriera - 2.572[22]
- Maggior numero di yard passate in una stagione - 4.279 (2007)[21]
- Maggior numero di yard passate in una gara - 449 (a San Diego, 12/29/02)
- Maggior numero di yard passate in carriera - 29.579[22]
- Maggior numero di gare con più di 300 yard passate in carriera - 16[23]
- Maggior numero di gare con più di 300 yard passate in una stagione - 4 (2002 e 2003)[23]
- Maggior numero di stagioni con 3.000 yard passate - 8[21]
- Maggior numero di stagioni consecutive con 3.000 yard passate - 4 (2002–05)
- Più alta percentuale di passaggi completati in carriera (Minimo 200 tentativi) - 60.2%[24]
- Maggior numero di passaggi da touchdown - 5 (con altri 5 giocatori)
- Maggior numero di tentativi senza un intercetto - 159 (2005)
- Minor percentuale di intercetti subiti in carriera (Minimo 200 tentativi) - 2.7%[24]
- Maggior numero di vittorie per un quarterback in una singola stagione regolare (13-3 nel 2005, condiviso con Russell Wilson)[21]

Play-off
- Maggior numero di partite da titolare: 11
- Maggior numero di passaggi da touchdown: 18
- Maggior numero di intercetti subiti: 9
- Maggior numero di passaggi tentati - 325[25]
- Maggior numero di passaggi completati - 189[25]
- Maggior numero di passaggi completati in una gara - 27 (1/8/05 vs. Rams)[25]
- Maggior numero di yard passate - 2.487[25]
- Maggior numero di partite consecutive con più di 200 yard passate - 2[25]
- Più alto passer rating - 118,0 (1/22/06 vs. Panthers)[25]
- Più alta percentuale di passaggi completati - 59.7%[25]
- Più alta media di yard per tentativi - 6.80[25]
- Maggior numero di partite consecutive con un passaggio da touchdown - 10[25]
- Maggior numero di passaggi consecutivi senza un intercetto - 109 (2004–05)
- Maggior numero di passaggi da touchdown in una singola gara - 4 (1/8/11 vs. Saints)

### Statistiche della stagione regolare
| Anno    | Squadra            | P   | Ten   | Com   | %    | Yard   | TD  | Int | Rat  |
| ------- | ------------------ | --- | ----- | ----- | ---- | ------ | --- | --- | ---- |
| 1998 PS | Green Bay Packers  | 0   | 0     | 0     | 0    | 0      | 0   | 0   |      |
| 1999    | Green Bay Packers  | 16  | 10    | 3     | 30.0 | 41     | 1   | 0   | 77.5 |
| 2000    | Green Bay Packers  | 16  | 19    | 10    | 52.6 | 104    | 1   | 0   | 86.3 |
| 2001    | Seattle Seahawks   | 13  | 321   | 176   | 54.8 | 2,023  | 7   | 8   | 70.9 |
| 2002    | Seattle Seahawks   | 16  | 419   | 267   | 63.7 | 3,075  | 15  | 10  | 87.8 |
| 2003    | Seattle Seahawks   | 16  | 513   | 313   | 61.0 | 3,841  | 26  | 15  | 88.8 |
| 2004    | Seattle Seahawks   | 14  | 474   | 279   | 58.9 | 3,382  | 22  | 15  | 83.1 |
| 2005    | Seattle Seahawks   | 16  | 449   | 294   | 65.5 | 3,459  | 24  | 9   | 98.2 |
| 2006    | Seattle Seahawks   | 12  | 371   | 210   | 56.6 | 2,442  | 18  | 15  | 76.0 |
| 2007    | Seattle Seahawks   | 16  | 562   | 352   | 62.6 | 3,966  | 28  | 12  | 91.4 |
| 2008    | Seattle Seahawks   | 7   | 209   | 109   | 52.2 | 1,216  | 5   | 10  | 57.8 |
| 2009    | Seattle Seahawks   | 14  | 488   | 293   | 60.0 | 3,029  | 17  | 17  | 75.1 |
| 2010    | Seattle Seahawks   | 14  | 444   | 266   | 59.9 | 3,001  | 12  | 17  | 74.3 |
| 2011    | Tennessee Titans   | 16  | 518   | 319   | 61.6 | 3,571  | 18  | 14  | 82.4 |
| 2012    | Tennessee Titans   | 8   | 221   | 138   | 62.4 | 1,367  | 7   | 5   | 81.0 |
| 2013    | Indianapolis Colts | 3   | 12    | 7     | 58.3 | 130    | 0   | 1   | 61.1 |
| Totale  | Totale             | 197 | 5,030 | 3,036 | 60.4 | 34,647 | 201 | 148 | 82.1 |

### Statistiche nei playoff
| Anno   | Squadra          | P  | Ten | Com | %    | Yard  | TD | Int |
| ------ | ---------------- | -- | --- | --- | ---- | ----- | -- | --- |
| 2003   | Seattle Seahawks | 1  | 45  | 25  | 55.6 | 305   | 0  | 1   |
| 2004   | Seattle Seahawks | 1  | 43  | 27  | 62.8 | 341   | 2  | 1   |
| 2005   | Seattle Seahawks | 3  | 103 | 62  | 60.2 | 707   | 4  | 1   |
| 2006   | Seattle Seahawks | 2  | 69  | 36  | 52.2 | 435   | 3  | 3   |
| 2007   | Seattle Seahawks | 2  | 65  | 39  | 60.0 | 423   | 2  | 2   |
| 2010   | Seattle Seahawks | 2  | 81  | 48  | 59.4 | 530   | 7  | 1   |
| Totale |                  | 11 | 406 | 237 | 59.7 | 2,745 | 18 | 9   |